# Wüstentrüffeln
Die Wüstentrüffeln (Terfezia) bilden eine Gattung in der Familie der Becherlingsverwandten.

## Merkmale
Die Wüstentrüffeln sind unterirdische (hypogäische) Pilze, die Mykorrhiza mit Zistrosengewächsen, vor allem mit Sonnenröschen, eingehen und deshalb immer in deren unmittelbarer Nähe zu finden sind. Sie bilden ähnlich den echten Trüffeln knollenförmige Fruchtkörper aus.
Terfezia-Arten besitzen inamyloide Asci und raue Sporen im Gegensatz zur Schwestergattung Tirmania mit glatten Sporen und amyloiden Asci.

## Verbreitung
Wüstentrüffeln kommen vor allem in semiariden und trockenen Gebieten von der Kalahari, Nordafrika, Spanien, Irak und Saudi-Arabien bis Ungarn, Balkan und China vor. Egon Horak beschreibt eine Terfezia-Art aus den Alpen mit dem Alpen-Sonnenröschen als Mykorrhiza-Partner.
In vielen Gegenden wie Saudi-Arabien, Nordafrika und Südspanien werden sie als Speisepilze sehr geschätzt.

## Systematik
Terfezia stand eine Zeit lang zusammen mit Pachyphloeus und Cazia in einer eigenen Familie (Terfeziaeceae). Es stellte sich jedoch heraus, dass sie eine monophyletische Klade innerhalb der Pezizaceae bilden. Auch Tirmania ist eng mit Terfezia verwandt und gehört somit ebenfalls zu den Pezizaceae.
Terfezia bildet eine gut abgesicherte monophyletische Einheit. Die Gattung umfasst 12 Arten, von denen 7 Spezies in Europa vorkommen bzw. dort zu erwarten sind:
| Wüstentrüffeln (Terfezia) in Europa | Wüstentrüffeln (Terfezia) in Europa | Wüstentrüffeln (Terfezia) in Europa                   |
| Deutscher Name                      | Wissenschaftlicher Name             | Autorenzitat                                          |
| ----------------------------------- | ----------------------------------- | ----------------------------------------------------- |
| Geschichtete Wüstentrüffel          | Terfezia alsheikhii                 | Kovács et al. 2011                                    |
| Elegante Wüstentrüffel              | Terfezia arenaria                   | (Moris 1829) Trappe 1971                              |
| Boudiers Wüstentrüffel              | Terfezia boudieri                   | Chatin 1892                                           |
| Netzsporige Wüstentrüffel           | Terfezia canariensis                | Bordallo & Ant. Rodríguez in Bordallo et al. 2012     |
| Braune Wüstentrüffel                | Terfezia claveryi                   | Chatin 1892                                           |
| Kartoffelgeruch-Wüstentrüffel       | Terfezia leptoderma                 | (Tulasne & C. Tulasne 1845) Tulasne & C. Tulasne 1851 |
| Kleinfrüchtige Wüstentrüffel        | Terfezia olbiensis                  | (Tulasne & C. Tulasne 1844) Tulasne & C. Tulasne 1851 |